# 鲍勃·廷宁
鲍勃·廷宁（英語：Bob Tinning，1925年12月25日—2001年5月19日），澳大利亚男子赛艇运动员。他曾代表澳大利亚参加1952年夏季奥林匹克运动会赛艇比赛，获得男子八人单桨有舵手铜牌。